# ぶどうのなみだ
『ぶどうのなみだ』は、日本の映画作品。2014年10月4日北海道先行公開され、10月11日に公開された。主演は大泉洋。その他、染谷将太、安藤裕子らが出演している。監督・脚本は三島有紀子。

## 解説
2012年1月に公開された『しあわせのパン』に続く、オリジナル北海道企画第2弾である。2013年9月15日に北海道でクランクインし、オール北海道ロケを敢行。同年12月10日にクランクアップし、翌10月4日に北海道先行公開し、11日に全国公開した。今作は、空知地方のワイナリーが舞台となる。

## あらすじ
北海道空知地方で、兄のアオと弟のロクは父の遺した小麦畑と葡萄の樹で農業を営んでいた。ロクは小麦を、アオはワインを作っていた。
アオは"黒いダイヤ"と呼ばれる葡萄ピノ・ノワールの醸造に励んでいたが、なかなか理想のワインができずに悩んでいた。
そんなある日、キャンピングカーに乗った女性エリカが二人の前に現れた。

## キャスト
- アオ - 大泉洋
- ロク - 染谷将太
- エリカ - 安藤裕子
- 警官のアサヒさん - 田口トモロヲ
- 郵便屋の月折さん - 前野朋哉
- リリさん - りりィ
- バーバーミウラ - きたろう
- 青年時代のアオ - 小関裕太
- 少年時代のロク - 内川蓮生
- 少女時代のエリカ - 高嶋琴羽
- アオとロクの父親 - 大杉漣
- エリカの母親 - 江波杏子

## スタッフ
- 監督・脚本：三島有紀子
- 音楽：安川午朗
- 企画：鈴井亜由美
- プロデュース：森谷雄
- プロデューサー：岩浪泰幸
- 撮影：月永雄太
- 照明：木村匡博
- 美術：黒瀧きみえ
- 録音：浦田和治
- MA：角川大映スタジオ
- ラボ：キュー・テック
- 協賛：ホクレン、北洋銀行、北菓楼
- 輸送協力：AIRDO
- 後援：経済産業省北海道経済産業局、国土交通省北海道運輸局、北海道、札幌市、北海道観光振興機構、さっぽろ産業振興財団、北海道経済連合会、北海道経済同友会、JAグループ北海道、北海道商工会議所連合会
- 北海道・宣伝協力：生活協同組合コープさっぽろ
- 北海道・特別協力：ローソン
- 助成：文化庁文化芸術振興費補助金 札幌市映像制作助成作品
- 企画取材：山﨑ワイナリー
- 配給：アスミック・エース
- 製作協力：アットムービー
- 制作プロダクション：ディーライツ
- 企画：CREATIVE OFFICE CUE
- 製作：「ぶどうのなみだ」製作委員会（アスミック・エース、CREATIVE OFFICE CUE、アミューズ、パルコ、スペースシャワーネットワーク、アットムービー、WESS、北海道アルバイト情報社、北海道テレビ放送、ローソンHMVエンタテイメント、北海道新聞社、エフエム北海道、エアジーワークス）